# Srbska pravoslavna cerkev

Srbska pravoslavna cerkev je ena od samostojnih (avtokefalnih) pravoslavnih cerkva. Njen patriarh je od leta 2021 nekdanji zagrebško-ljubljanski metropolit Porfirij.

## Zgodovina
Srbsko pravoslavno cerkev je ustanovil sveti Sava, sin Stefana Nemanje. Sveti Sava je bil menih na Sveti gori Atosu (Grčija). Leta 1204 se je vrnil v Srbijo in ustanovil samostojno srbsko Cerkev. Potem, ko je dosegel njeno avtokefalnost, je bil leta 1219 posvečen za prvega srbskega nadškofa.
Leta 1346 je cesar Dušan Silni razglasil srbsko patriarhijo, ki je trajala do leta 1458, ko so jo ukinili Turki. Leta 1557 je bila obnovljena srbska patriarhija s sedežem v Peći, leta 1776 pa jo je Carigrad spet ukinil.
Pozneje je bila srbska patriarhija spet ustanovljena šele leta 1920, po ustanovitvi Jugoslavije. Sedež patriarhije je od takrat naprej v Beogradu.
Leta 1969 se je od srbske patriarhije odcepila Makedonska pravoslavna cerkev, ki pa je ne priznavajo vse pravoslavne cerkve, sploh pa ne Ruska pravoslavna cerkev.

## Značilnosti
Tako kot za nekatere druge pravoslavne cerkve je tudi za Srbsko pravoslavno cerkev značilno, da v verskih zadevah še vedno uporablja julijanski koledar, zato so srbski prazniki praviloma 13 dni pozneje kot ustrezni prazniki v Rimskokatoliški cerkvi (npr. v Grški pravoslavni Cerkvi, ki je tudi prešla na novejši Milankovićev koledar, ki je podoben običajnemu gregorijanskemu koledarju). Srbski verniki torej božič praznujejo 7. januarja (in ne 25. decembra). V sodobnem času ljudje v Srbiji prazujejo »civilno« novo leto 1. januarja, vendar pa ima za tamkajšnje prebivalce 14. januar še vedno velik pomen, saj se je v preteklosti takrat praznovalo pravoslavno novo leto (oziroma se še vedno praznuje praznik Jezusovega obrezovanja). 
Značilni prazniki Srbske pravoslavne cerkve so slave (podobno kot godovi), to so prazniki svetnikov Cerkve, ki jih Srbi častijo v svojih hišah ob posebnih obredih. Ta praznik je spomin na svetnika, na katerega dan so njihovi predniki sprejeli krščanstvo. Najbolj pogostna t.i. »slava« je sveti Sveti Miklavž (=Sveti Nikola), ki ga slavijo po starem koledarju 19. decembra. 
V pravoslavni cerkvi verniki običajno ne sedijo, marveč stojijo.